# ليون غاردينر
ليون غاردينر (بالإنجليزية: Lion Gardiner) هو مهندس أمريكي، ولد في 1599 في إنجلترا في المملكة المتحدة، وتوفي في 1663 في إيست هامبتون في الولايات المتحدة.